# Parque Vila Ema
O Parque Vila Ema é um parque situado na Avenida Vila Ema, altura do 1500 na cidade de São Paulo.
Em 31 de outubro de 2010 foi encaminhado o projeto de lei 405/2010 do vereador Chico Macena autorizando a prefeitura a fazer a declaração de utilidade pública do terreno com a justificativa de que a região era extremamente carente de verde e essencial para o clima da região e da cidade.
Proposto pelo projeto de lei 410/2010 de autoria da vereadora Juliana Cardoso (PT) e Gilberto Natalini (PV). Aprovado em primeira discussão na sessão extraordinária 187, Legislatura 16 em 11/02/2015.
Em 22 de outubro de 2010 foi promulgado o decreto 51.875 de utilidade pública para desapropriação pelo prefeito Gilberto Kassab.
Citado no Plano Diretor Estratégico do Município de São Paulo no Quadro 7 - Parques Municipais existentes e propostos com a sigla PQ_MO_01, subprefeitura Mooca, distrito Água Rasa.
O terreno é considerado ZEPAM (Zona Especial de Preservação Ambiental) e foi incluído no PMMA (Plano Municipal de Mata Atlântica). uma nascente interna e outra que desemboca em um bueiro ao lado do terreno.
Em 25 de junho de 2017 o prefeito Bruno Covas decreta novamente a área de utilidade pública através do decreto número 57.798.

## Projetos para o parque
No texto do projeto de lei 410/2010 havia uma lista de estruturas mínimas para o parque, que incluíam, área de lazer para crianças e adolescentes inclusive portadoras de necessidades especiais, trilhas para estudos ambientais, espaço para esportes, viveiro de plantas.
Antes mesmo de ser inaugurado, o parque recebeu um projeto como parte de um trabalho de conclusão de curso de arquitetura em 2014 de autoria de Jaqueline Horvath, graduação no curso de Arquitetura e Urbanismo pela FIAMFAAM Centro Universitário.

### Participação das crianças da escola Joy Arruda no projeto do parque
No dia 14 de abril de 2023, a Secretaria Municipal do Verde e do Meio Ambiente de São Paulo (SVMA) esteve na escola Joy Arruda, localizada na mesma rua do parque, junto a integrantes do movimento pelo Parque Vila Ema para uma atividade com cerca de 300 crianças para fazer uma atividade de desenhos e ideias para o projeto do mesmo.

## Histórico

### Década de 1950 até 2007
A área verde sempre foi parcialmente aberta à população. Os vizinhos colhiam frutas, frequentavam o local. Casas muito bonitas onde foram celebrados casamentos e festas, parte da memória dos moradores próximos.
A reivindicação para que a área se tornasse um parque vem desde 2010 através do movimento Viva o Parque Vila Ema, Composto por moradores do entorno do terreno, apoiado pela Associação de Bairro da Vila Santa Clara e Adjacências, Folha de Vila Prudente e outras. Através de abaixo-assinados, passeatas, participação em audiências públicas conseguiu despertar o interesse do poder público para a preservação da área em contraponto ao projeto da construtora Tecnisa que pretendia erguer torres no terreno.

### Abraço de 2011
No dia 27 de maio de 2011 novamente a população se mobilizou e novamente abraçou a área. Desta vez foram cerca de 350 pessoas.

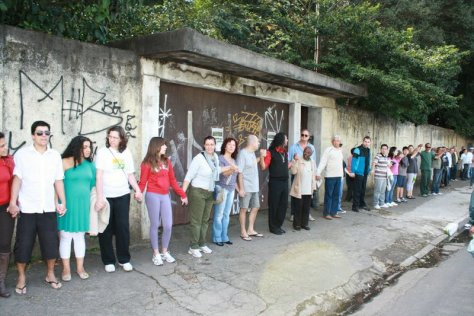
Abraço ao Parque em 22 de maio de 2011

### Manifestação em 2014
No dia 26 de julho de 2014, uma manifestação juntou os movimentos pelos parques da Rede Novos Parques no Vila Ema. Participaram integrantes dos movimentos pelo Parque Augusta e Parque da Mooca.

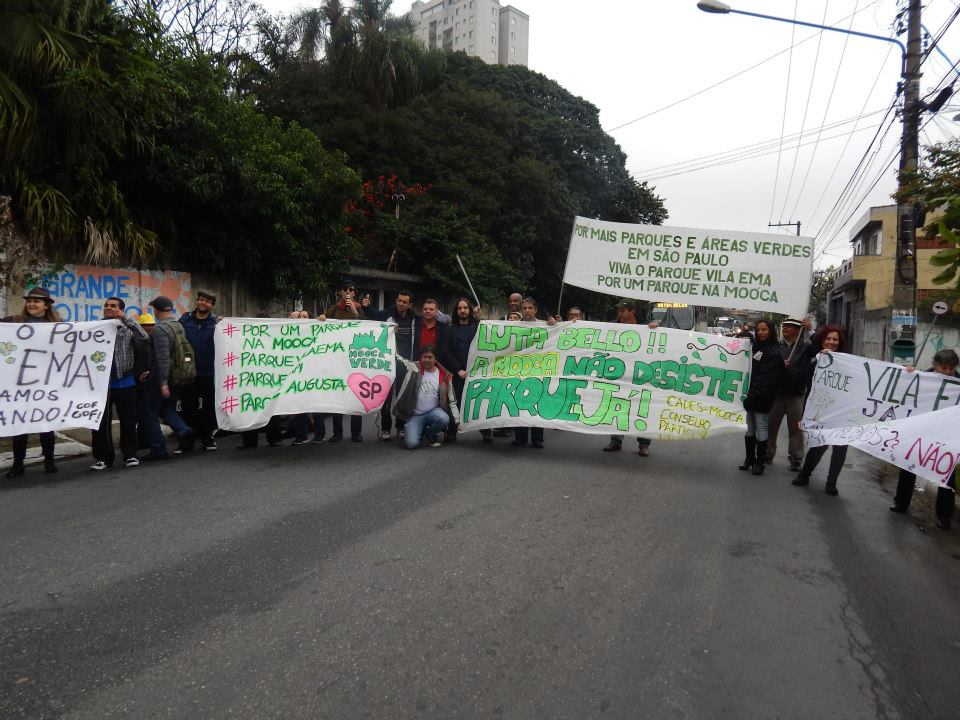
Protesto pelo Parque em 2014

### Parque já gradeado
Desde meados de 2020, ganhou o gradeado como os outros parques da cidade. Mas ainda não foi aberto a população.

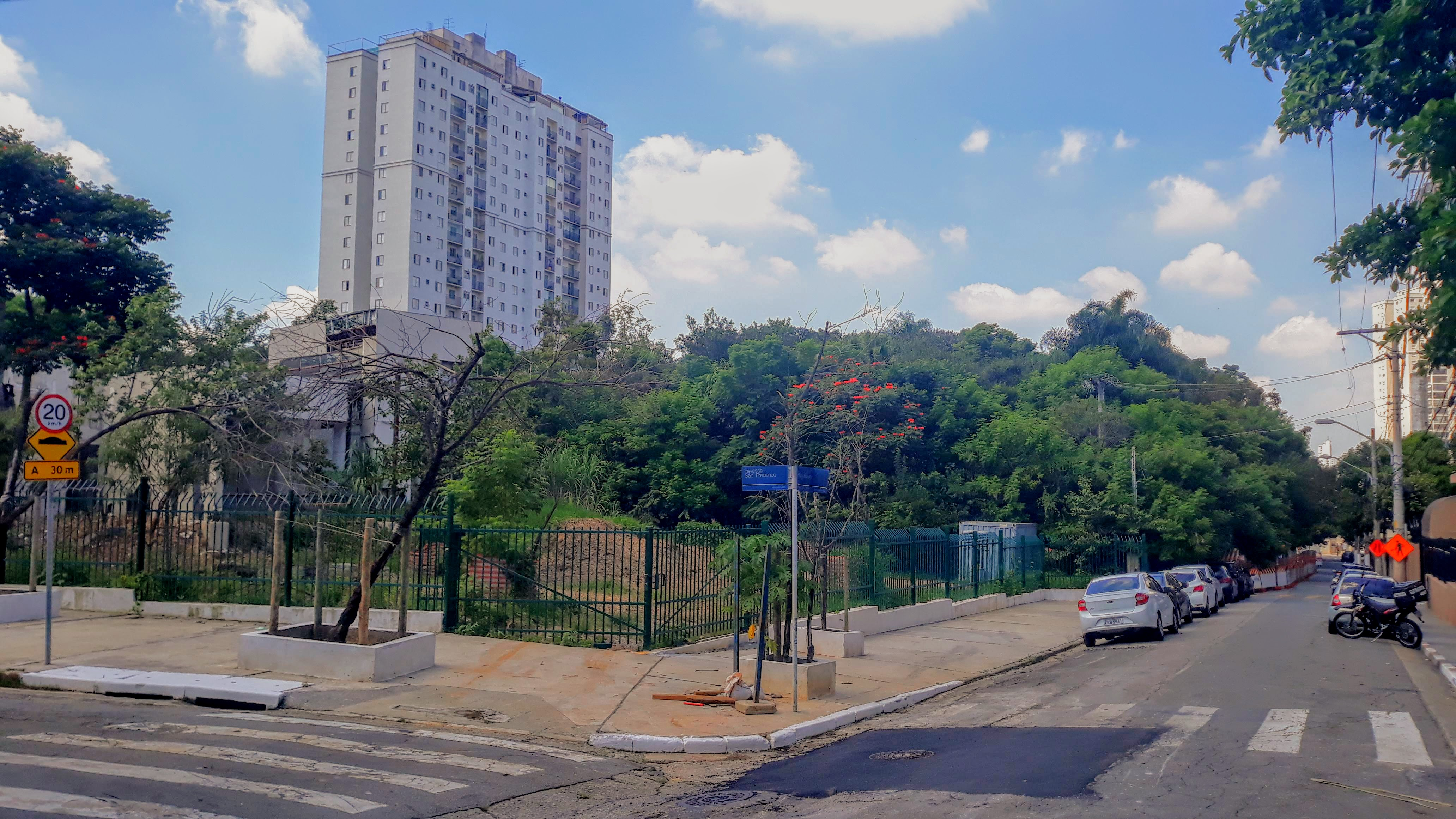
Parque Vila Ema já gradeado

### Prefeitura promete assumir a área até outubro de 2021
No dia 28 de julho de 2021, em reunião por teleconferência, o secretário Cesar Azevedo da Secretaria Municipal de Urbanismo e Licenciamento se comprometeu a assumir a área em até 90 dias.

### Reportagem na TV Globo
Em reportagem de Ananda Apple pela TV Globo, no jornal SP1 do dia 14 de maio de 2022 foi informado pela prefeitura que o parque está em planejamento e negocia com a empresa a transferência do direito de construir. A Tecnisa que é dona do terreno informou que já finalizou todas as negociações referentes a cessão deste e se dispôs a contribuir com parte da construção do projeto e aguarda a resposta da prefeitura.

### Prefeitura promete desapropriar o terreno
Em reunião na prefeitura de São Paulo, no dia 20 de julho de 2022, o prefeito Ricardo Nunes prometeu desapropriar brevemente o terreno do Parque Vila Ema com recursos do Fundo de Desenvolvimento Urbano no valor de R$ 23 milhões.

### Desapropriação
Em 12 de dezembro de 2022 através do processo 1071459-17.2022.8.26.0053 é protocolada a Desapropriação por Interesse Social Comum / L 4.132/1962. O valor da causa é calculado baseado no fato da área ser ZEPAM  (Zona Especial de Preservação Ambiental): R$ 3.639.284,25.

### Tecnisapede a anulação da desapropriação
Em 16 de março de 2023, a Tecnisa recorre a justiça pedindo a anulação da desapropriação através do processo 1013003-40.2023.8.26.0053 - Nulidade / Anulação. Em 04 de maio de 2023 a prefeitura faz a contestação e prontamente os advogados da Tecnisa fazem a réplica da contestação em 09/05/2023.

### Novo decreto de utilidade pública
Publicado no Diário Oficial da Cidade de São Paulo no dia 14 de agosto de 2023, o decreto Nº 62.659 que declara de utilidade pública, para desapropriação, os imóveis particulares que especifica, situados no Distrito de Água Rasa, Subprefeitura da Mooca, necessários à implantação de parque municipal.

### Prefeitura vence Tecnisa no processo de anulação da desapropriação
No dia 25 de outubro de 2023 o processo de anulação da desapropriação é extinto, nos termos do artigo 485, inciso VI, do Código de Processo Civil.

### Torneio de Xadrez e reportagem da TV Globo
No dia 9 de dezembro de 2023 o movimento Viva o Parque organizou mais um ato público pela implantação do parque. Reunindo jogadores de xadrez profissionais para um torneio na calçada do terreno, de frente a Avenida Vila Ema. O inusitado protesto trouxe a atenção da TV Globo que fez uma chamada ao vivo no SP1 com reportagem de Guilherme Pimentel.

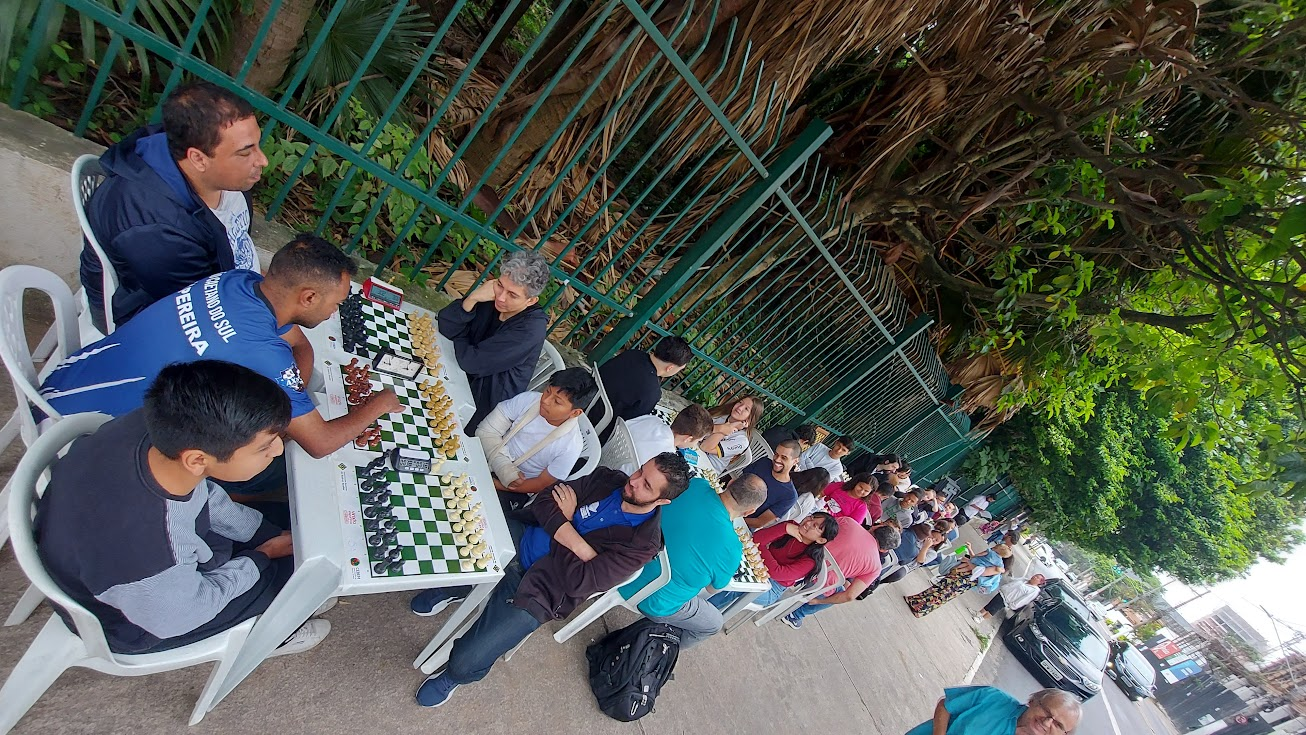
Torneio de Xadrez em prol do Parque Vila Ema

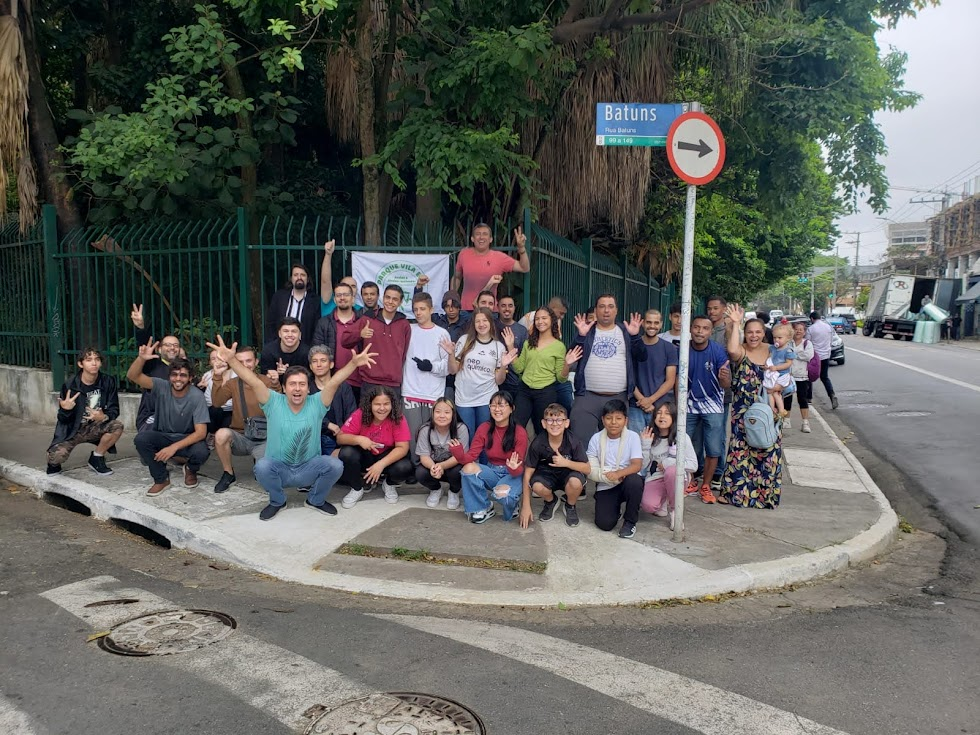
Torneio de Xadrez em prol do Parque Vila Ema

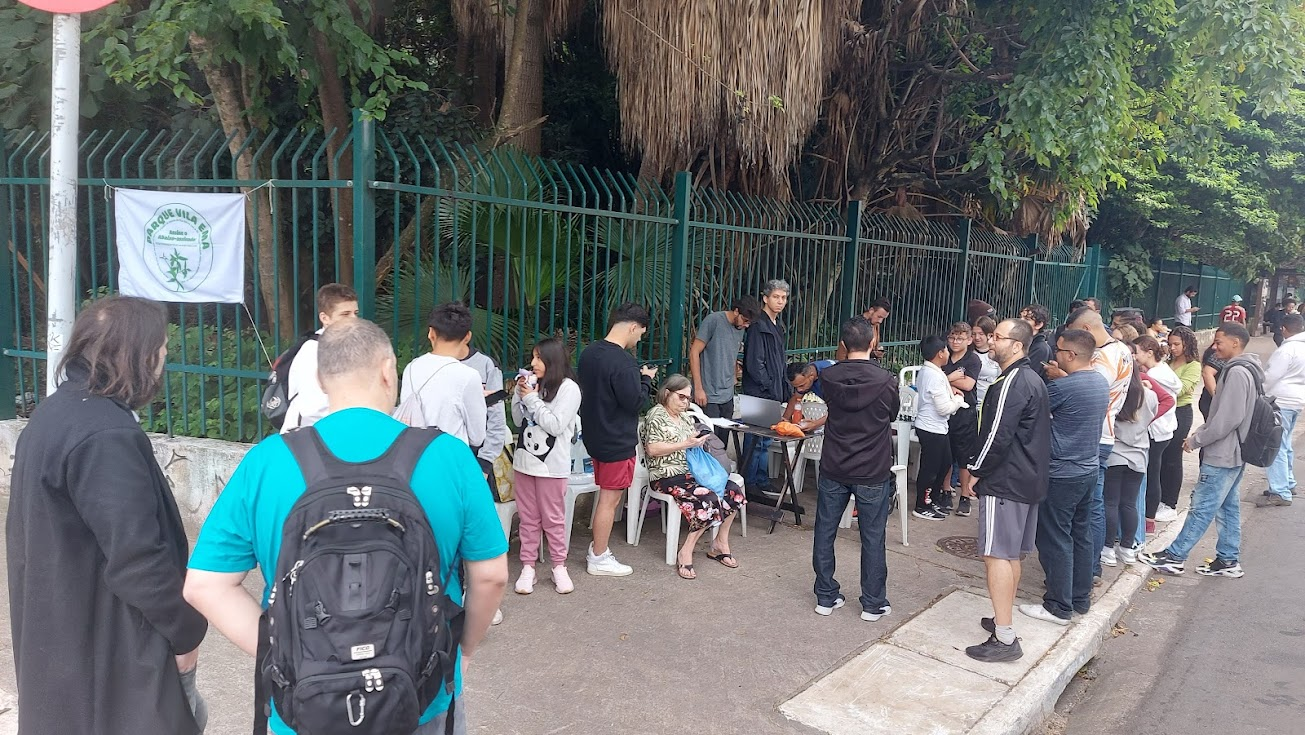
Torneio de Xadrez em prol do Parque Vila Ema

### Projeto de Lei 758/2023 da Vereadora Edir Sales (PSD)
Em 13 de dezembro de 2023 é protocolado o projeto de lei 758/2023 da vereadora Edir Sales (PSD) que institui o Parque Verde da Vila Ema, e dá outras providências. Curiosamente a justificativa do projeto usa de trechos desse artigo da Wikipédia.

### Tecnisa mais uma vez recorre da decisão em primeira instância
Em 15 de dezembro de 2023, a Oregon Investimentos Imobiliários, do grupo Tecnisa recorre mais uma vez da decisão em primeira instância do processo de desapropriação. A decisão fica para a 13ª Câmara de Direito Público, relator Borelli Thomaz. 

### Novo ato público promove um novo abraço ao parque
No dia 28 de julho de 2024, novamente a população local, convocada pelo movimento Viva o Parque Vila Ema promoveu um ato público pela implantação do parque.

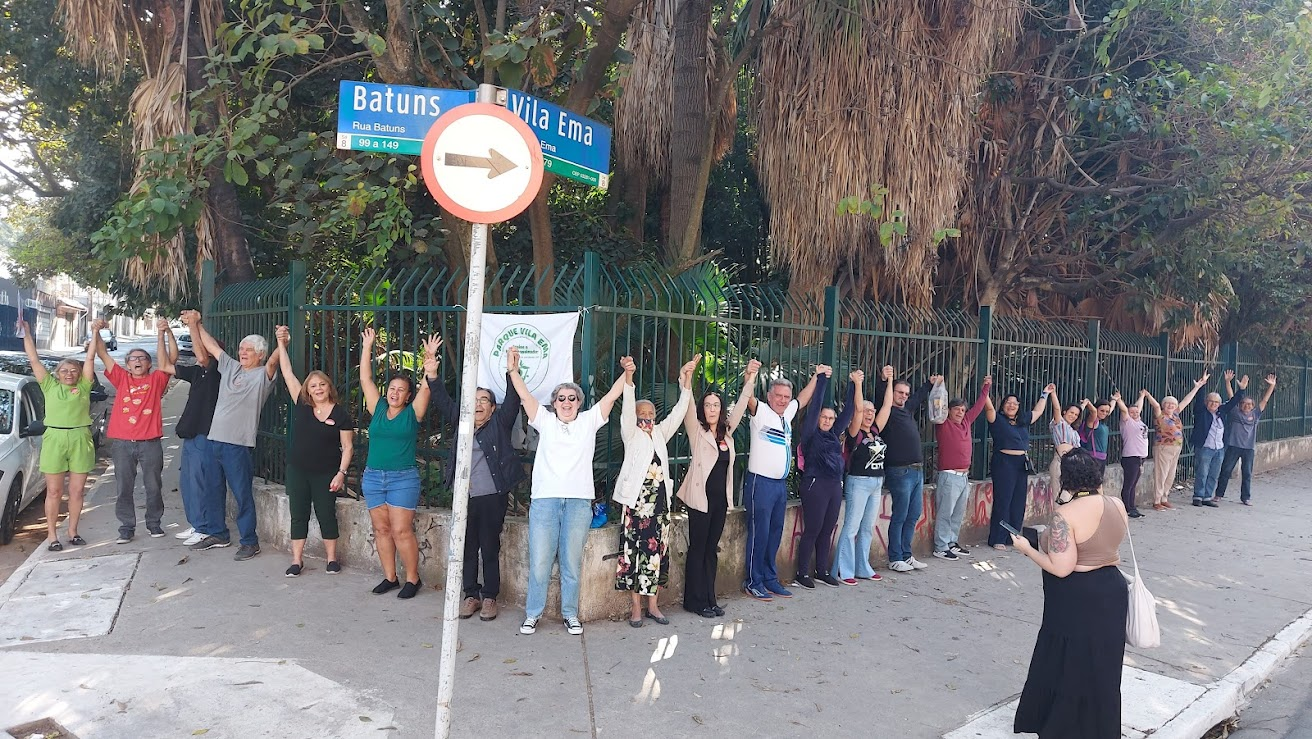
Abraço ao Parque Vila Ema - 28 de julho de 2024

1. ↑  «proje - Resultado página 1». documentacao.camara.sp.gov.br. Consultado em 3 de janeiro de 2024
2. ↑  «PROJETO DE LEI 01-0410/2010 da Vereadora Juliana Cardoso (PT)» (PDF). documentacao.saopaulo.sp.leg.br. Consultado em 10 de dezembro de 2018
3. ↑  «proje - Resultado página 1». documentacao.saopaulo.sp.leg.br. Consultado em 10 de dezembro de 2018
4. ↑  Prefeitura de São Paulo (22 de outubro de 2010). «DECRETO Nº 51.875, DE 22 DE OUTUBRO DE 2010». Leis Municipais - Prefeitura de São Paulo. Consultado em 3 de janeiro de 2024
5. ↑  «PLANO DIRETOR ESTRATÉGICO DO MUNICÍPIO DE SÃO PAULO - Quadro 7. Parques Municipais existentes e propostos» (PDF). gestaourbana.prefeitura.sp.gov.br. Consultado em 10 de dezembro de 2018
6. 1 2  «Após muita polêmica, Câmara Municipal aprova nova Lei de Zoneamento – Folha da Vila Prudente». Consultado em 10 de dezembro de 2018
7. ↑  «Área na Vila Ema pleiteada para parque é incluída no mapa do Plano Municipal da Mata Atlântica». www.folhavp.com.br. Consultado em 10 de dezembro de 2018
8. 1 2  «Prefeitura de SP analisa proposta para transformar área de construtora em parque na Zona Leste». G1. Consultado em 10 de dezembro de 2018
9. ↑  Prefeitura de São Paulo (24 de julho de 2017). «DECRETO Nº 57.798 DE 24 DE JULHO DE 2017». Consultado em 3 de janeiro de 2024
10. ↑  Projeto de Lei 410/2010 - Juliana Cardoso e Gilberto Natalini
11. ↑  «Caio Boucinhas». Escavador. Consultado em 4 de julho de 2021
12. ↑  «SVMA realiza atividade de conscientização ambiental junto à Escola Estadual Joy Arruda, em frente ao futuro Parque Vila Ema | Secretaria Municipal do Verde e do Meio Ambiente | Prefeitura da Cidade de São Paulo». www.prefeitura.sp.gov.br. 20 de abril de 2023. Consultado em 25 de setembro de 2023
13. ↑  «Área na Vila Ema pleiteada para parque é incluída no mapa do Plano Municipal da Mata Atlântica – Folha da Vila Prudente». Consultado em 6 de fevereiro de 2022
14. ↑  «"Abraço" reivindica compra de terreno para Parque de Vila Ema – Folha da Vila Prudente». Consultado em 11 de julho de 2020
15. ↑  «Moradores realizam novo ato em prol de parque na Vila Ema – Folha da Vila Prudente». Consultado em 11 de julho de 2020
16. ↑  «Movimento pelo Parque Vila Ema cobra agilidade da Prefeitura – Folha da Vila Prudente». Consultado em 24 de junho de 2021
17. ↑  «Parque Vila Ema: Prefeitura deve assumir a área até outubro – Folha da Vila Prudente». Consultado em 3 de agosto de 2021
18. ↑  VÍDEOS: SP1 de sábado, 14 de maio de 2022, consultado em 25 de maio de 2022
19. ↑  «Parque Vila Ema: Prefeitura garante desapropriação do terreno – Folha da Vila Prudente». Consultado em 17 de agosto de 2022
20. ↑  «Portal de Serviços e-SAJ». esaj.tjsp.jus.br. Consultado em 10 de maio de 2023
21. ↑  «SEI/PMSP - 074736968 - Encaminhamento». sei.prefeitura.sp.gov.br. Consultado em 10 de maio de 2023
22. ↑  «Portal de Serviços e-SAJ». esaj.tjsp.jus.br. Consultado em 10 de maio de 2023
23. ↑  «DECRETO Nº 62.659, DE 11 DE AGOSTO DE 2023». diariooficial.prefeitura.sp.gov.br. Diário Oficial da Cidade de São Paulo. 14 de agosto de 2023. Consultado em 29 de agosto de 2023
24. ↑  «Parque Vila Ema: Justiça libera retomada de processo de desapropriação – Folha da Vila Prudente». Consultado em 30 de outubro de 2023
25. ↑  «Portal de Serviços e-SAJ». esaj.tjsp.jus.br. Consultado em 30 de outubro de 2023
26. ↑  «Torneio de xadrez na luta pelo Parque Vila Ema – Folha da Vila Prudente». Consultado em 3 de janeiro de 2024
27. ↑  «Chess-Results Server Chess-results.com - 1º TORNEIO DE XADREZ NO PARQUE VILA EMA 09 DE DEZEMBRO DE 2023». chess-results.com. Consultado em 3 de janeiro de 2024
28. ↑  «SP1 - Edição de sábado, 09/12/2023». G1. Consultado em 3 de janeiro de 2024
29. ↑  Reportagem Globo - Torneio de Xadrez pelo Parque Vila Ema, consultado em 3 de janeiro de 2024
30. ↑  «proje - Resultado página 1». www.saopaulo.sp.leg.br. Consultado em 16 de janeiro de 2024
31. ↑  Sales, Edir (14 de dezembro de 2023). «Justificativa do Projeto de Lei 758/2023» (PDF). Câmara Municipal de São Paulo. Consultado em 16 de janeiro de 2024
32. ↑  «Portal de Serviços e-SAJ». esaj.tjsp.jus.br. Consultado em 16 de janeiro de 2024
33. ↑  «Abraço simbólico pela criação do Parque Vila Ema – Folha da Vila Prudente». Consultado em 24 de junho de 2025